# Michel Bounan
Michel Bounan (Créteil, 1942 - 11 de noviembre de 2019) fue un escritor, psiquiatra y médico homeópata francés.

## Biografía y obra
En los años 1990 fue médico y amigo de Guy Debord con el que mantuvo una correspondencia.
En 1990, en su libro Le Temps du Sida (El Tiempo del Sida), Michel Bounan emite una hipótesis controvertida según la cual la aparición del Sida está relacionada con los factores sociales mórbidos producidos por la economía de mercado así como el rol de factores medioambientales en el desarrollo de esa enfermedad (continuas agresiones físicas y psicológicas, numerosas poluciones químicas y medicamentos que deterioran las defensas naturales del cuerpo, vacunas en los países del tercer mundo). Su tesis se centra sobre las condiciones de aparición del Sida.
En La Vie innommable (La Vida innominable) publicado en 1993 declara :
« He rendido cuenta en Le Temps du sida de los discursos mantenidos por los especialistas de esta enfermedad - discursos que la prensa generalista pasó bajo silencio - sobre la polución (Montagnier), la alimentación (Montagnier), las vacunas (Gallo), la mayoría de medicamentos modernos (Duesberg), los factores psicosomáticos (Montagnier). Dichas informaciones son inquietantes ya que ponen en causa la energía nuclear, la industria química y agroalimentaria, la medicina moderna y las relaciones sociales. Se puede observar que dichos cofactores resultan globalmente de lo que un antiguo jefe de Estado llamaba fríamente « una determinación social » cada uno de ellos estando unido, inseparablemente, al buen funcionamiento de nuestra civilización en su grado de desarrollo actual. »

### El arte de Céline y su tiempo
En 1997, Michel Bounan publica El arte de Céline y su tiempo, libro en el que expone que el escritor Louis-Ferdinand Céline era un agente provocador disfrazado de libertario al servicio del orden establecido. Según Michel Bounan, el antisemitismo de Céline, como anteriormente los Protocolos de los sabios de Sion, es una manipulación que tiene por objetivo desviar la agitación revolucionaria que amenaza al edificio social hacia una diana neutra, los judíos.’

### Lógica del terrorismo
Logique du terrorisme (Lógica del terrorismo), publicado en 2003, cuenta la historia del terrorismo apoyándose en ciertas tesis de Guy Debord y Gianfranco Sanguinetti. Michel Bounan escribe que ningún atentado obedece a los motivos declarados por los pretendidos autores y que la mano de los Estados y de los servicios secretos siempre manipula los hilos del terrorismo. En este libro, Michel Bounan pone en duda la versión de la administración Bush sobre el desarrollo de los atentados del 11 de septiembre de 2001. Michel Bounan describe el sistema mafioso de la Italia del siglo XIX, que practicaba el terrorismo contra objetivos que se negaban a someterse, a la vez que les ofrecía servicios de protección contra el terrorismo. Este análisis se extiende a los gobiernos que, para defender su existencia contra sus poblaciones hostiles, instrumentalizan el terrorismo y establecen leyes represivas contra sus poblaciones so pretexto de proteger contra ese terrorismo. Sin negar la existencia de los terroristas, examina cómo los gobiernos los han armado y mediatizado en los siglos XIX y XX.

En este libro, Michel Bounan cuestiona la versión comúnmente aceptada sobre el desarrollo de los atentados del 11 de septiembre de 2001 - como escribe la página 19: 
Los servicios de inteligencia americanos, que pretendían ignorar todo sobre el atentado, estaban tan bien informados en las horas siguientes que podían nombrar a los responsables y a los ejecutores, difundir actas de comunicaciones telefónicas y números de tarjeta de crédito. Esta imprudencia estaba en la dimensión del crimen y varios libros fueron publicados esta vez afirmando que el más monstruoso atentado terrorista de la historia civil había sido simplemente instigado y ejecutado por los servicios secretos estadounidenses.
Más lejos, páginas 51 y siguientes, en acuerdo con las tesis de otros observadores, entre los cuales Thierry Meyssan, enuncia una lista de inverosimilitudes e incoherencias de la historia oficial. Por lo tanto, sugiere que los aviones desviados para el ataque podrían haber sido secuestrados fácilmente gracias a la tecnología llamada "global Hawk", desarrollada y poseída por la defensa estadounidense, tecnología que permite tomar el control de un avión en vuelo, y de pilotarlo a distancia.

### La Loca historia del mundo
En 2006, Michel Bounan publica La Loca historia del mundo. En ese libro expone la tesis según la cual la historia de la humanidad no es solamente la de su desarrollo técnico o de sus "progresos", ni la de sus instituciones y de sus revoluciones. La historia de la humanidad también es la historia de las locuras colectivas que han permitido dicho desarrollo y dichas instituciones.

### El Oro del tiempo
En septiembre de 2015, Michel Bounan publica L'Or du temps ("El oro del tiempo"). Según Michel Bounan, la violencia social actual, de índole a la vez política, económica e interindividual, estaba antiguamente limitada y frenada, a la escala de sociedades cerradas, por la creencia en dogmas religiosos, irracionales y a menudo absurdos, en los cuales ya casi nadie cree actualmente. En este ensayo, Bounan se propone mostrar que por debajo de los antiguos dogmas religiosos existe una conciencia universal, fundada sobre disposiciones humanas muy peculiares, a la vez físicas y mentales, de las cuales las religiones no son más que los retoños degenerados.
 De dicha conciencia deriva una moral, absolutamente incompatible con la barbarie moderna, y una libertad individual, un coraje y una alegría de los cuales la época actual ha perdido hasta el recuerdo. Ahora pues, se plantea la elección a cada uno de los individuos entre reintegrar su extraordinaria humanidad, o hundirse cada vez más en la barbarie.

### Correspondencia
- Las cartas de Guy Debord a Michel Bounan están reunidas en el volumen 7 de la Correspondance de Debord (Fayard, 2008).